# 埃尔吉霍
埃尔吉霍，是西班牙安达卢西亚自治区科尔多瓦省的一个市镇。总面积67平方公里，总人口409人（2001年），人口密度6人/平方公里。